# Система фільтраційних таборів під час російсько-української війни
Російські фільтраційні табори, також російські концтабори — в'язниці для цивільних і військовополонених, які використовуються Збройними силами Російської Федерації під час вторгнення Росії в Україну для фільтрації та затримання українських громадян, які загрожують російському контролю над Україною, включаючи всіх, хто дотримується проукраїнських поглядів (політичних діячів та активістів), а також співробітників служби безпеки. За будь-які  зв'язки українців із законним українським урядом,  незалежними ЗМІ та проукраїнську патріотичну діяльність російські війська катують та вбивають . Через табори також здійснюється примусове виселення українських громадян з територій російської окупації України в економічно депресивні регіони Росії.
Президент України Володимир Зеленський назвав депортацію українців та фільтраційні табори, які російські війська створили на окупованій території України, наслідуванням депортаціям і концентраційним таборам, які нацисти робили в Європі. А українські урядовці їх порівнюють з системою та пунктами «фільтрації» у Чечні, коли тисячі чеченців були жорстоко допитувані у тимчасових таборах, а багато зникли безвісти. Російські чиновники заперечують депортацію та називають це «евакуацією мирних жителів, які залишають зону активних бойових дій», а фільтраційні табори вважають «пропускними пунктами» до Росії.

## Хід подій
Віцепрем'єр-міністр України Ірина Верещук заявила, що без узгодження з Києвом з територій України, які контролюються Росією, було переміщено 40 тисяч людей. Повідомляється, що після проходження «фільтрації» українців часто примусово переправляють на Сахалін, на крайній Схід Росії.
У листопаді 2024 року Білоруський розслідувальницький центр, «Схеми» і Радіо Свобода випустили спільне розслідування про фільтраційний табір для українців у білоруській Наровлі (Гомельська область), що існував у 2022 році.

### Маріуполь
Свідки розповідають, що 15 березня 2022 року російські війська наказали жінкам і дітям вийти з бомбосховища в Маріуполі. Один свідок сказав, що їх силою доставили автобусами з двома-трьома сотнями до Новоазовська, де їм довелося годинами чекати в автобусах, поки їм наказали пройти через групу наметів до так званого «фільтраційного табору».
Супутникові знімки показують групу наметів у Безіменному поблизу Новоазовська.
Представники терористичних ДНР та ЛНР заявили, що встановили «наметове містечко на 30 наметів» на 450 місць.
Російська урядова газета «Российская газета» повідомила, що в таборі Безіменне було затримано 5000 українців і що вони проводили перевірки, щоб не допустити «українських націоналістів від проникнення в Росію, переодягнених під біженців, щоб уникнути покарання».
Одна зі свідків розповіла, що її ретельно допитували чоловіки, які казали, що вони з ФСБ. Її допитали про її минуле та назвали допит «дуже принизливим». Потім групу відвезли до Ростова.

## Реакції
Тетяна Локшина, директор Human Rights Watch для Європи та Азії, сказала: «Згідно з міжнародним законодавством про права людини, примусове переміщення або депортації не обов'язково означає, що людей примушували до автомобіля під дулом зброї, а скоріше, що вони опинилися в ситуації, в якої у них не було вибору.» Вона зазначила, що Женевська конвенція забороняє «індивідуальні або масові примусові переміщення, а також депортацію осіб, які перебувають під захистом, з окупованої території, незалежно від їх мотивів». Правозахисниця Світлана Ганнушкіна розповіла, що отримала десятки запитів від людей, які застрягли в Росії, в основному поблизу Ростова.
Посол США в ООН Лінда Томас-Грінфілд сказала: «Мені не потрібно пояснювати, про що нагадують ці так звані „фільтраційні табори“. Це холодно, і ми не можемо відвести погляд». Вона посилалася на повідомлення про вилучення у співробітників ФСБ паспортів, посвідчень та мобільних телефонів. Вона також навела повідомлення про розлучення українських сімей.